# Glande prépuciale
Les glandes prépuciales (Glandulae praeputiales ou preputial glands pour les anglophones) sont des glandes exocrines productrices de phéromones et situées à proximité des organes génitaux de certains mammifères (chez la souris par exemple), ou le castor qui l'utilise notamment pour marquer son territoire, notamment en hiver. 

Chez les femelles, elles sont parfois appelées « glandes clitoridiennes » car situées près du clitoris.
Pour des raisons pratiques, le modèle animal utilisé pour l'étude de ces glandes a surtout été la souris de laboratoire et le rat de laboratoire. 

Ces deux animaux possèdent en effet des glandes préputiales d'une structure très similaire (bien que plus petites) aux glandes sébacées humaines.

## Intérêt économique
Les glandes prépuciales du cerf porte-musc produisent une huile à forte odeur musquée utilisée en parfumerie.

Chez le castor du Canada et le castor d'Europe, c'est le castoréum qui est depuis longtemps (au moins depuis l'époque byzantine) récolté pour diverses préparations médicamenteuses ou médicinales, voire comme ingrédient alimentaire.

## Chez l'être humain
Ces glandes, très petites et souvent invisibles, seraient des glandes sébacées modifiées, comme chez d'autres mammifères.
Elles contribuent à la production du smegma, dont les fonctions sont encore discutées. Cette sécrétion, plus ou moins importante selon l'âge et les individus, joue un rôle dans la signature odorante personnelle.
Selon les personnes, ces glandes de part et d'autre du frein du prépuce sont invisibles à peu visibles (léger renflement). 

Elles peuvent par contre devenir bien visibles en cas d'infection. Une infection (souvent bilatérale) peut parfois induire un abcès bilatéral de ces glandes,.
De même qu'il y a encore débat autour de la question de l'importance fonctionnelle de l'odeur corporelle et des phéromones chez l'Homme, l'existence de glandes préputiales fonctionnelles est également encore discutée par certains auteurs.
Historiquement les glandes préputiales ont d'abord été évoquées chez l'Homme par l'anatomiste Edward Tyson et en 1694 entièrement décrites par un autre anatomiste William Cowper (1666-1709) qui les a nommées  « glandes de Tyson » en hommage à E. Tyson,.

Ces glandes sont alors décrites comme des glandes sébacées modifiées. Elles sont situées autour de la surface de la couronne intérieure du prépuce qui recouvre le pénis humain au repos. Certains auteurs estiment qu'elles sont plus nombreuses ou plus fréquemment situées dans le sillon balano-préputial. 

Leur sécrétion est l'un des composants du smegma masculin.
Certains auteurs doutent encore de leur existence : les humains n'auraient pas, selon eux, de réel équivalent anatomique fonctionnel des glandes trouvées chez les souris ou le rat.

## Risque de confusion
Ces glandes ne doivent pas être confondues avec les excroissances rosâtres ou jaune blanchâtre parfois trouvées sur la couronne du gland du pénis (dites papules perlées du gland (ou papillomes hirsutoïdes)) qui sont des excroissances cutanées non impliquées dans la formation de smegma,.

## Pathologie
L'infection de ces glandes est rare. 

Elle peut par exemple être due chez l'homme à l'invasion de ces glandes secondairement à une infection par un gonocoque,. Ceci se traduit par une inflammation et leur gonflement (de quelques millimètres à centimètres). Les Anglais nomment « Tysonitis » cette affection (maladie sexuellement transmissible).
 L'infection est également possible chez la femme.

Un kyste peut se former (au contenu colloïdal, muqueux ou séreux à partir d'une infection de la glande préputiale et une hypertrophie de ces glandes a pu être constatée chez certaines personnes âgées.